# Guinzé
Le guinzé, connu aussi sous le nom de koli, kilindi, kissi penny, ghisi, gitzi, gizzie iron, était une unité monétaire se présentant sous la forme de tiges de fer, qui a circulé largement aux alentours de ses lieux de production, parmi les peuples Bandi, Gola, Kissi, Konianké, Kouranko, Kpelle, Loma, Mandingues, Mendé et d'autres encore, en Guinée, au Liberia et en Sierra Leone. 

## Terminologie
Le nom guinzé est une transcription fautive du malinké gbensè, par lequel les Malinké désignaient cette monnaie.
Le guinzé était nommé kilindo par les Kisi, kölu par les Kpèlè et koli par les Loma. Il était nommé tèla par les Toma-Manian, gbenson par les Lélé et les Kono, et gweré par les Kisi du sud-est de Gékédu.

## Origines

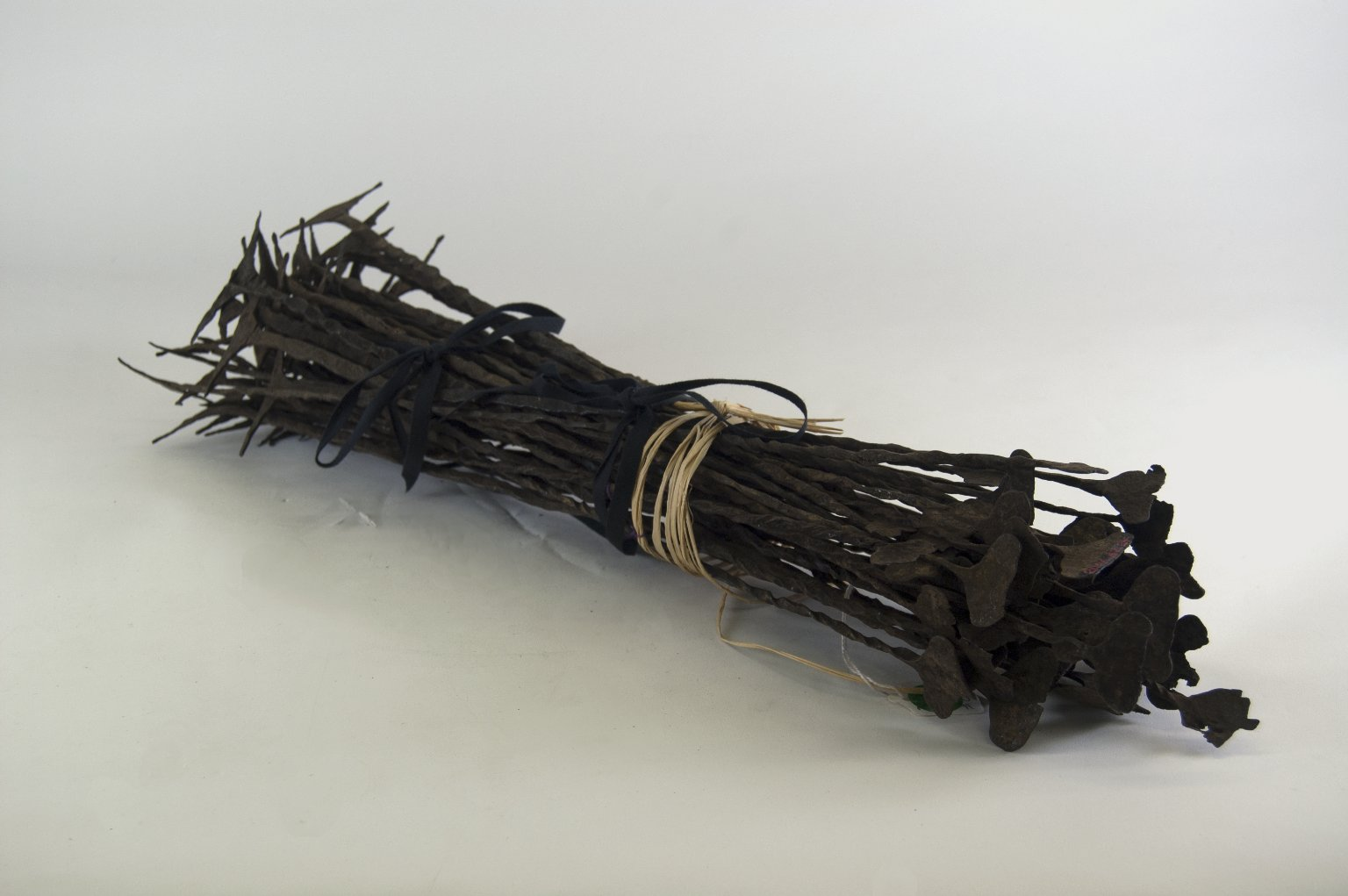
Fagot de guinzé au Brooklyn Museum.

Les peuples vivants dans la partie ouest du continent africain, issus des régions des actuels Libéria et Sierra Leone, ont utilisé le fer en tant que bien commercial et de standard monétaire pendant longtemps. Des témoignages d'origine portugaise, au début du xvie siècle, indiquent que les bateaux de commerce transportaient du fer comme moyen d'échange loin au nord. Durant la période de commerce esclavagiste dans la région, les barres de fer étaient un moyen de paiement et un signe de richesse. Cependant, ces objets n'étaient probablement pas façonnés sous la forme de fagots de tiges caractéristique des guinzés. Cette monnaie a commencé à être fabriquée sous cette forme spécifique vers 1880 ; la principale raison est qu'elle servait, au moment où les échanges commerciaux s'intensifiaient dans cette région, de monnaie de commodité à défaut d'autres moyens comme les pièces et les billets.

## Circulation
Grâce au commerce maritime des peuples de la région, particulièrement les Krou, les guinzé ont circulé largement le long des côtes d'Afrique de l'Ouest et d'Afrique centrale. Les témoignages historiques ne permettent pas d'attester l'usage de cette monnaie avant les dernières années du xixe siècle (vers 1880) ; quoiqu'étant progressivement remplacée par la monnaie coloniale, cette monnaie parallèle a continué à être utilisée jusqu'en 1940 en Sierra Leone et 1980 au Liberia. En pays Kissi et en pays Guerzé en Guinée l'usage des guinzé comme monnaie s'est perdu entre les deux guerres mondiales, les guinzé ne conservant alors que leur usage rituel.

## Production

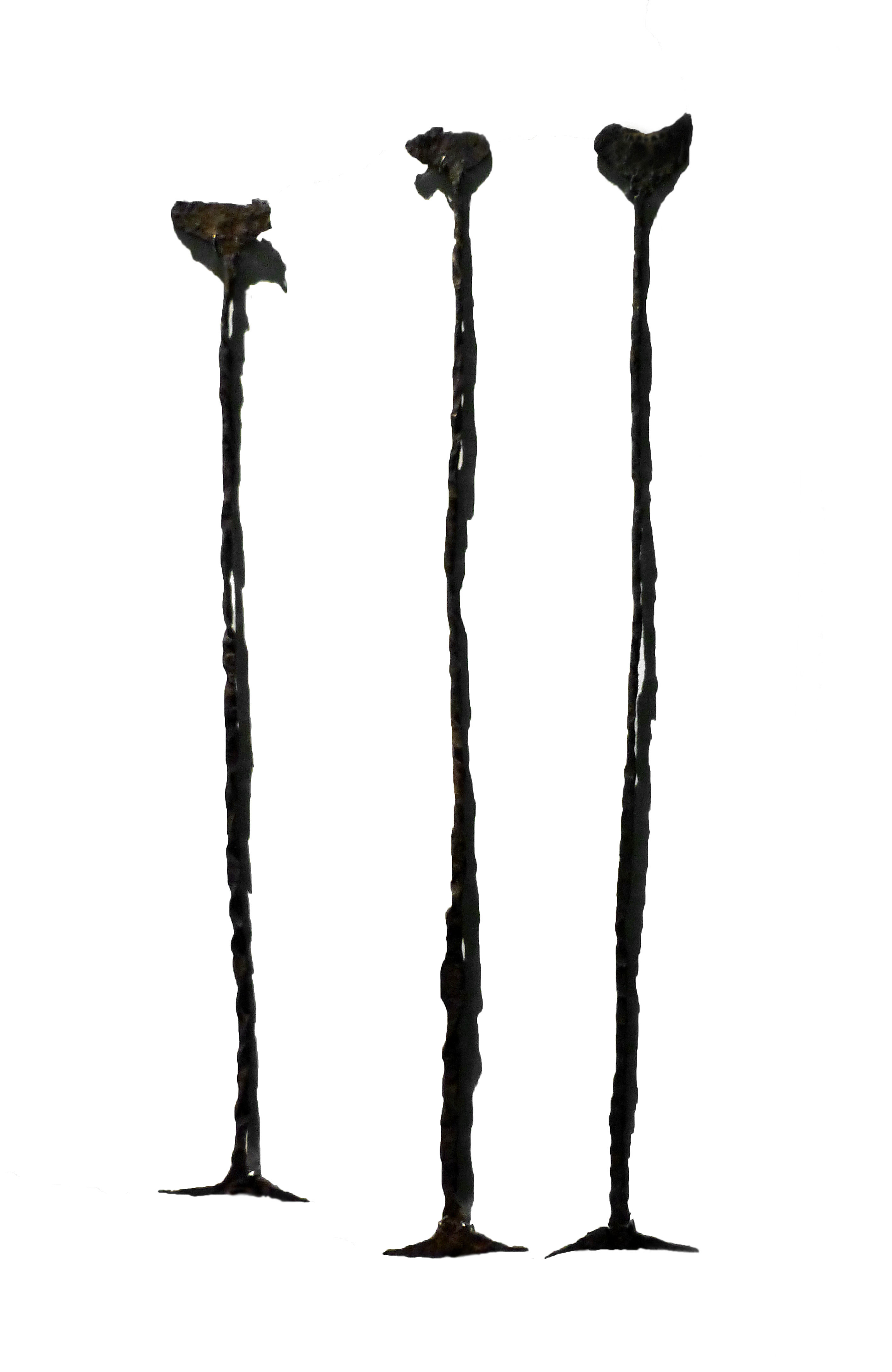
Tiges de guinzé Toma et Kissi (Guinée) au musée des Confluences (Lyon).

Les guinzés étaient façonnés sous forme de longues tiges, avec un « T » à l'une de leurs extrémités (appelé nling, ce qui veut dire « oreille ») et une partie aplatie, semblable à la lame d'une houe, à l'autre extrémité (appelée kodo, ce qui veut dire « pied »). Leur longueur variait de 15 à 40 centimètres. Au xviiie siècle, en Guinée, un guinzé équivalait peu ou prou à un kilogramme de riz. Avec deux unités on pouvait acheter un régime de bananes ou une vingtaine d'oranges. Dans la mesure où ces barres n'avaient, unitairement, qu'une valeur relativement faible, elles étaient habituellement conditionnées en fagots (de 20 en général). Les prix constatés au xxe siècle étaient de 100 fagots pour une vache, une dot atteignait 200 fagots, tandis qu'un esclave apte au travail domestique coûtait 300 fagots.

## Usages religieux
Après avoir cessé d'être utilisés comme monnaie, les guinzé continuèrent à être employés dans des usages rituels, par exemple en tant qu'offrande dans le rituel du Poro et celui de la société Sande ainsi que pour payer le prix de la fiancée. Ils étaient aussi placés sur les tombes où ils étaient censés canaliser les âmes des morts. Cet usage en lien avec la mort leur conférait une valeur spirituelle ; lorsqu'un guinzé était brisé, il était considéré comme sans valeur jusqu'à ce qu'un praticien religieux le répare à l'occasion d'une cérémonie spécifique. Cette caractéristique fait qu'on l'appelle une « monnaie avec une âme ».
Les Européens considèrent cela comme une curieuse forme de monnaie primitive et beaucoup ont été recueillis et déposés dans des musées. Ils continuent aussi à être vendus sur les marchés d'art, aussi bien qu'entre numismates.